# Bonte maansluiper
De bonte maansluiper (Melanopareia elegans) is een zangvogel uit de familie Melanopareiidae (maansluipers).

## Verspreiding en leefgebied
Deze soort komt voor in Ecuador en Peru en telt twee ondersoorten:
- M. e. elegans: zuidwestelijk Ecuador.
- M. e. paucalensis: noordwestelijk Peru.

## Status
De grootte van de populatie is niet gekwantificeerd maar de soort wordt omschreven als vrij algemeen. Op de Rode lijst van de IUCN heeft deze soort de status niet bedreigd.